# Jenny Alm
Jenny Alm (nascida em 10 de abril de 1989) é uma jogadora sueca de handebol, que atua como armadora esquerda e joga pelo clube Esbjerg. Foi medalha de bronze no Campeonato Europeu de Handebol Feminino de 2014 e integrou a seleção sueca nos Jogos Olímpicos de Verão de 2016 no Rio de Janeiro, obtendo a sétima posição.